# Copacabana (Colômbia)
Copacabana é uma cidade e município da Colômbia, no departamento de Antioquia. Faz parte da região metropolitana de Medellín. A distância do município até Medellín, a capital do departamento, é de 18 quilômetros.
De acordo com o censo de 2005, Copacabana conta com uma população de 61.421 habitantes, sendo a sexta aglomeração urbana da área metropolitana do Valle de Aburrá.